# Май, Матильда
Мати́льда Май (фр. Mathilda May; род. 1965) — французская актриса.

## Биография
Матильда Май (урождённая Карен Матильда Хаим, фр. Karin Mathilda Haïm) родилась в 1965 году в семье французского писателя и актёра Виктора Хаима, по происхождению турецкого еврея. Мать — шведский хореограф Маргарета Хансон. С детства занималась танцами, брала уроки актёрского мастерства. В кино с 1984 года, дебютная работа «Немо».
Трижды была замужем: с двумя прежними супругами Полом Пауэллом и актёром Жераром Дармоном она развелась (с Дармоном они воспитали двоих детей). Третий супруг — тоже актёр Филипп Келли, с которым она вместе с 2000 года.

## Творчество
Актриса, по мнению критиков, умело реализовывает себя в разных амплуа: мюзиклах, фантастических лентах, серьёзных кинодрамах. Типаж лица, унаследованный от отца, позволял режиссёрам эксплуатировать её в ролях женщин-загадок, обладающих внутренней притягательностью.
Лучшие фильмы: «Шакал», «Жизненная сила», «Обнажённое танго», «Короли шутки», «Секрет Сахары». За роль Джульетты в фильме «Крик совы» была удостоена в 1987 году национальной премии «Сезар» в номинации «Самая многообещающая актриса».
Среди режиссёров, которые приглашали актрису, были таким именитые мастера различных жанров, как Клод Зиди («Короли шутки»), Тоуб Хупер («Жизненная сила»), Жак Деми, Вернер Херцог, Мишель Блан («Коварство славы»), Бигас Луна («Титька и луна»), Мишель Девиль («Перепутав все кары»). К числу любимых режиссёров Матильды Май относится и Клод Шаброль, с которым она впервые работала на съёмках фильма «Крик совы» и снялась в одном из его последних фильмов «Девушка, разрезанная надвое».
Матильда Май, как одна из самых ярких звёзд французского кино, часто приглашается в состав жюри различных кинофестивалей. Её вклад в жанр фильмы кинофантастики стал поводом для приглашения, в частности, в жюри Международного фестиваля фантастических фильмов в Жерармере.

## Фильмография
- 1984 — Немо / Nemo — Алиса
- 1984 — Короли шутки / Les rois du gag — Александра
- 1985 — Жизненная сила / Lifeforce — девушка из космоса
- 1985 — Письма неизвестной любимой / Letters To an Unknown Lover — Аньес
- 1986 — Распутная жизнь Жерара Флока / La vie dissolue de Gerard Floque — Полина
- 1987 — Крик совы / Le Cri du hibou — Жюльетт
- 1987 — Недостающее звено / La Passerelle — Кора Эльбас
- 1987 — Секрет Сахары / Il Segreto del Sahara — Мириам
- 1988 — Три билета на двадцать шестое / Trois places pour le 26 — Марион
- 1991 — Обнажённое танго / Naked Tango — Альба/Стефания
- 1991 — Крик камня / Schrei aus Stein — Катарина
- 1992 — Обретая себя / Becoming Colette — Колетт
- 1992 — Все мучения сразу / Toutes Peines Confondues aka Sweetheart — Жанна Гарделла
- 1993 — Вор и лгунья / Le Voleur et la menteuse — Сюзанна Хенсон
- 1994 — Коварство славы / Grosse fatigue — Матильда Май
- 1994 — Титька и луна / La Teta y la luna — Эстрелита
- 1994 — Невоспитанный принц и мальчик для порки / The Whipping Boy — Бетси
- 1996 — Крокодиловая ферма / La Ferme du crocodile — Сандриан Жосье (ТВ)
- 1996 — Приватир 2 / Privateer 2: the Darkening — Мелисса Бэнкс (компьютерная игра)
- 1996 — Целлулоид / Celluloide — Целлулоид
- 1996 —  / Noces cruelles — Сандра (ТВ)
- 1997 — Шакал / The Jackal — Изабелла Занкония
- 1998 — Только любовь Эрика Сигала / Only Love — Сильвия Ринальди (ТВ)
- 1999 — Встреча / Entrevue — Аликс
- 2000 — Там моя Родина / La-bas. mon pays aka Return to Algiers — Нелли Азара
- 2001 — Комиссар Монтале: Смертельные игры / Fabio Montale — Элен Песайре
- 2001 —  / De toute urgence — Жюли (ТВ)
- 2001 —  / Les Redoutables — женщина-солдат (сериал)
- 2001 — Перласка. Итальянский герой / Perlasca. Un eroe italiano — графиня Элеонора
- 2003 — Сорая / Soraya — Шамс (ТВ)
- 2004 — Любовный экспресс / Love Express — Анна-Шарлотта
- 2005 —  / L'Homme pressé — Ирен Дебор (ТВ)
- 2007 — Девушка, разрезанная надвое / La fille coupée en deux — Жаме
- 2009 — Век Мопассана. Повести и рассказы XIX столетия / Au siècle de Maupassant: Contes et nouvelles du XIXème siècle  (новелла «За ночь любви» / Pour une nuit d’amour) — Тереза де Марсан (сериал)

## Награды
- 1988 — Премия «Сезар» в номинации «Самая многообещающая актриса»
- 1989 — Премия Роми Шнайдер